# Hynek (loď)
Hynek (původně Tista) je česká dopravní loď plující na Máchově jezeře. Původně byla poháněna parním strojem. V dnešní době je poháněna vznětovým motorem typu ČKD 4L110 o výkonu 39 kW a lodním šroubem. Byla vyrobena na zakázku v roce 1930 v Berlíně a ještě v témže roce byla spuštěna na hladinu Máchova jezera. Je dodnes využívána jako vyhlídková a výletní loď k okružním jízdám po jezeře. Je to nejmenší z lodí na jezeře a zajišťuje pravidelnou osobní dopravu cestujících mezi Doksy a Starými Splavy.
Loď byla zhotovena na zakázku Lázeňské správy města Doksy v berlínských loděnicích Dekumag na přelomu let 1929 a 1930 a ještě téhož léta, kolem června 1930, byla spuštěna na hladinu Máchova jezera. Loď byla pojmenována jménem Tista, podle purkrabího z Bezdězu v době vlády Karla IV., pana Oldřicha Tisty z Hedčan, jenž dozoroval v roce 1366 zakládání Velkého rybníka. 

## Historie lodní dopravy na Máchově jezeře
Ještě na počátku 20. století bylo Máchovo jezero, tehdy známé jako Velký rybník (něm. Großteich), i jeho nejbližší okolí, turistům téměř neznámé. Věhlas takzvaných vzdušných lázní (něm. Sommerfrische) se začal šířit po první světové válce, při vzniku Československa. Od 20. let 20. století se začal rozmáhat turistický ruch a Máchovo jezero v období letní sezóny začalo navštěvovat mnoho turistů, pro které se vybudovala nová infrastruktura, vystavěly se domy, hotely a letní byty. Se stoupající návštěvností byla potřeba lodní linky, která by zajišťovala pravidelnou kyvadlovou dopravu mezi Doksy a Starými Splavy. Již v roce 1920 byl Lázeňskou správou zakoupen a na vodu spuštěn malý parníček s názvem "Greif".